# 프란체스코 피치니노

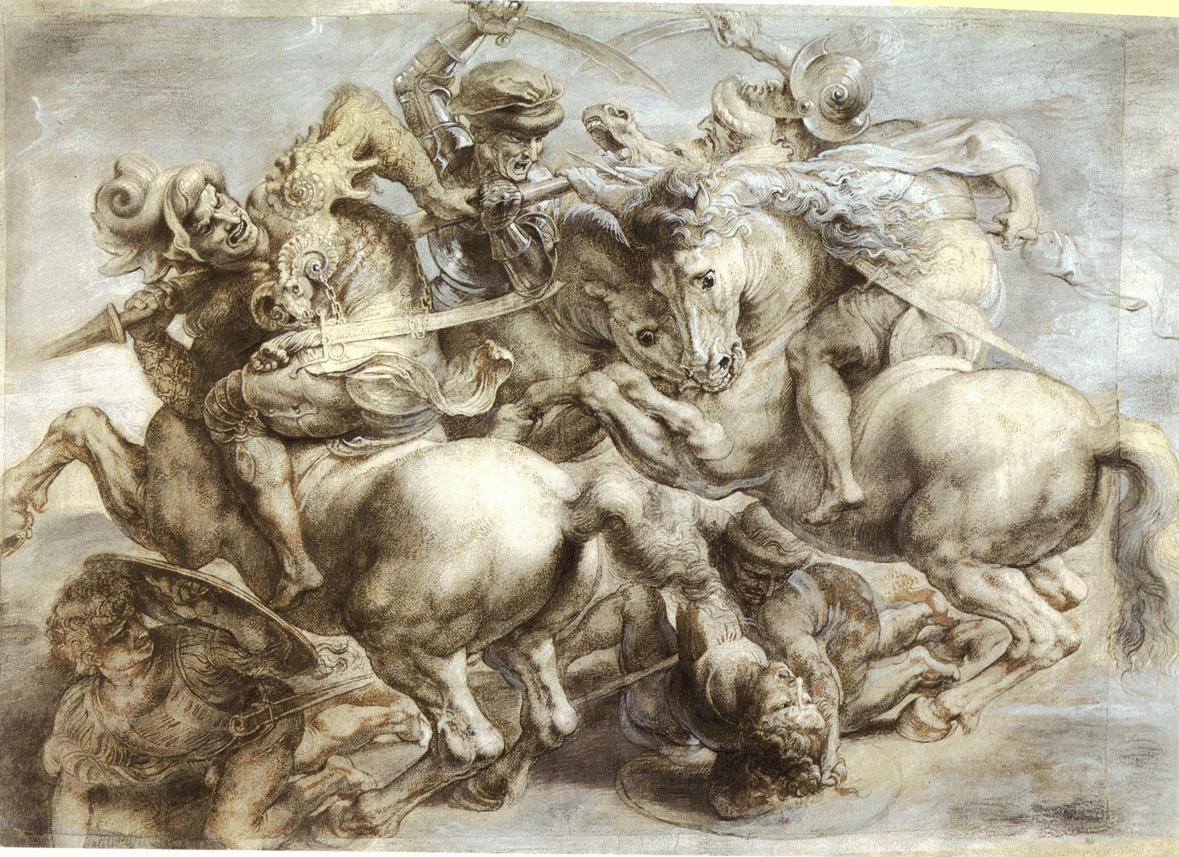
레오나르도 다 빈치가 그린 앙기아리 전투의 페테르 파울 루벤스의 모작. 주장해진 바에 의하면 프란체스코 피치니노는 가장 좌측에 위치한 기수라고 한다

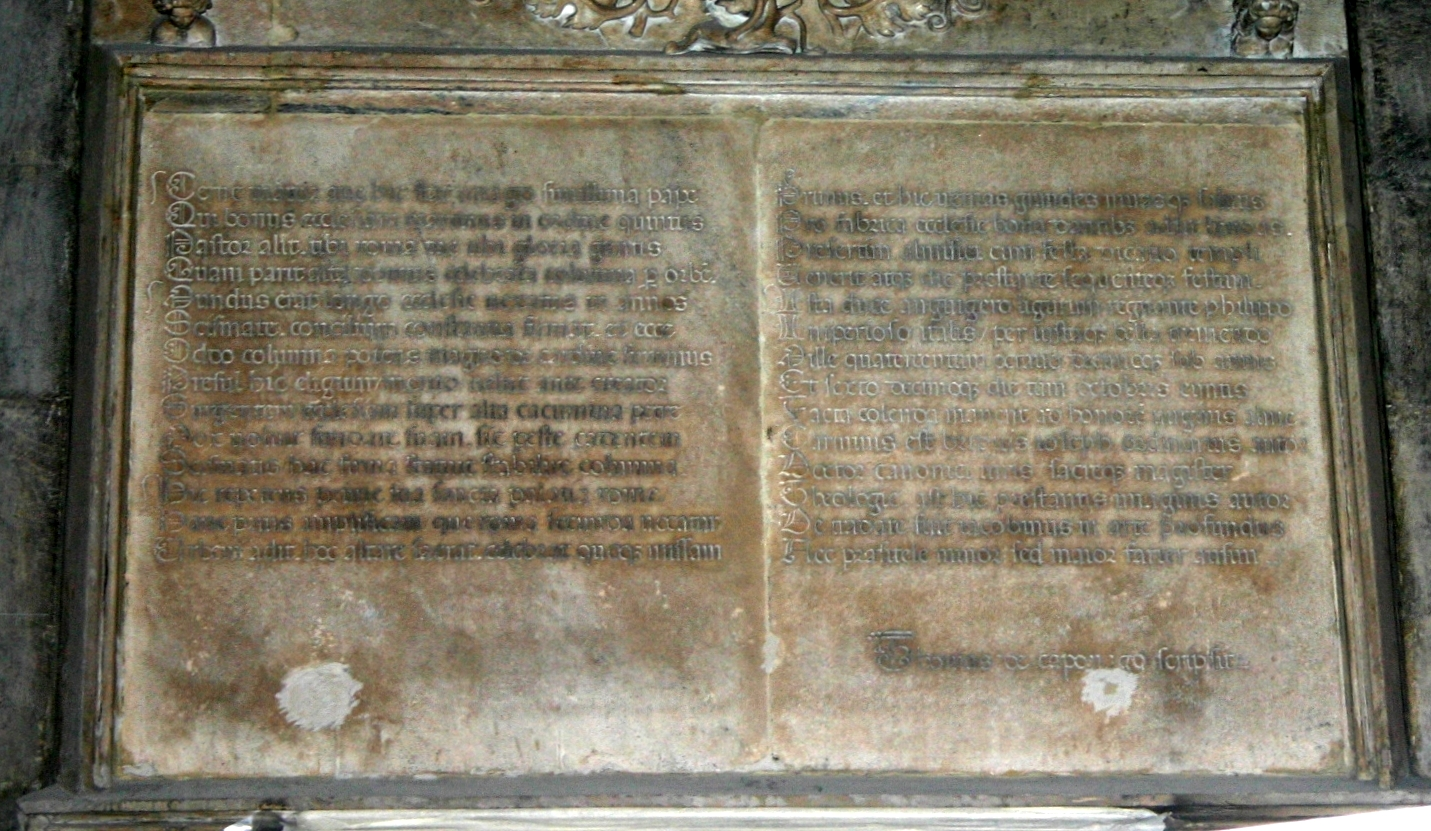
프란체스코 피치니노의 라틴어 묘비.

프란체스코 피치니노(Francesco Piccinino, 1407년 경~1449년 10월 16일)는 이탈리아의 콘도티에로이다.
그는 콘도티에로 니콜로 피치니노의 양아들로이자 야코포 피치니노의 형제였다. 니콜로가 사망할 때 (1444년), 그는 밀라노 공국과 교황령 (1431년)등에서 근무하는 이미 베테랑 용병이였다. 1436년에 그는 아라곤 가문의 나폴리 왕국에서 근무하면서, 1437년 프란체스코 스포르차에 맞서 체레토움브라 공성전에 참전했으나, 조금의 성공만을 거두고 아시시를 포위하기 위해 떠났고 그후에는 페르골라를 포위했다.
1440년에 그는 니콜로가 극심한 패배를 겪은 앙기아리 전투에 있었고, 1444년 8월 19일에 그는 몬톨모에서 스포르차군에 다시 한번 패배하고 포로로 잡힌 반면, 야코포는 탈출할 수 있었다.
1446년에 피치니노는 크레모나 인근에서 미켈레토 아텐돌로에 맞서 싸웠고; 베네치아 공화국이 보낸 스카라무차 다 포를리는 피치니노와 필리포 마리아 비스콘티가 지불한 루이지 달 바르메의 군대에게 크레모나를 내주었다. 같은 해 9월 28일 피치니노는 카살마조레에서 첫 패배를 겪었고, 1447년 몬테브리안차에서 한 차례 더욱 심각한 패배를 겪었다.
이러한 차질에도, 그는 야코포와 함께 밀라노를 향한 스포르차의 목표를 좌절시키기 위한 신성 국가 밀라노 공국 밑에서 새로운 계약건을 얻었다. 하지만 그는 부종 병에 걸리고 말고 1449년에 사망했다. 그가 사망하기 6년전에 콘도티에로 브라초 다 몬토네의 딸 카밀라 다 몬토네 (Camilla da Montone)와 혼인했었다.

## 참고 문헌
- Block, Wolfgang (1913년). 《Die condottieri》. 베를린.

## 같이 보기
- 콘도티에로
- 롬바르디아 전쟁